# فرعون (قرية)

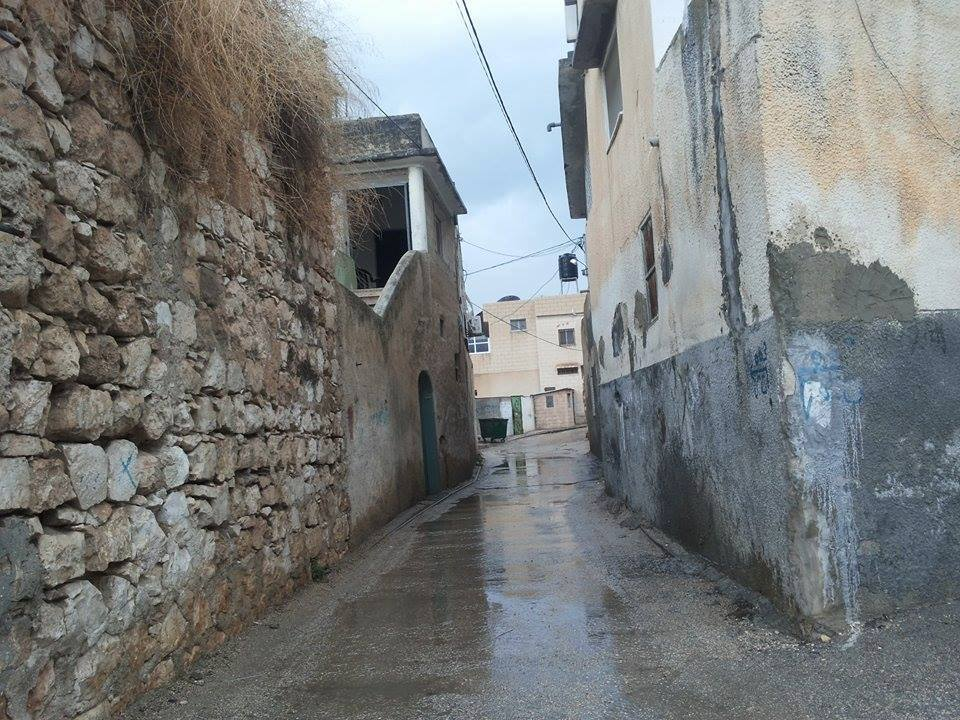
إحدى شوارع القرية

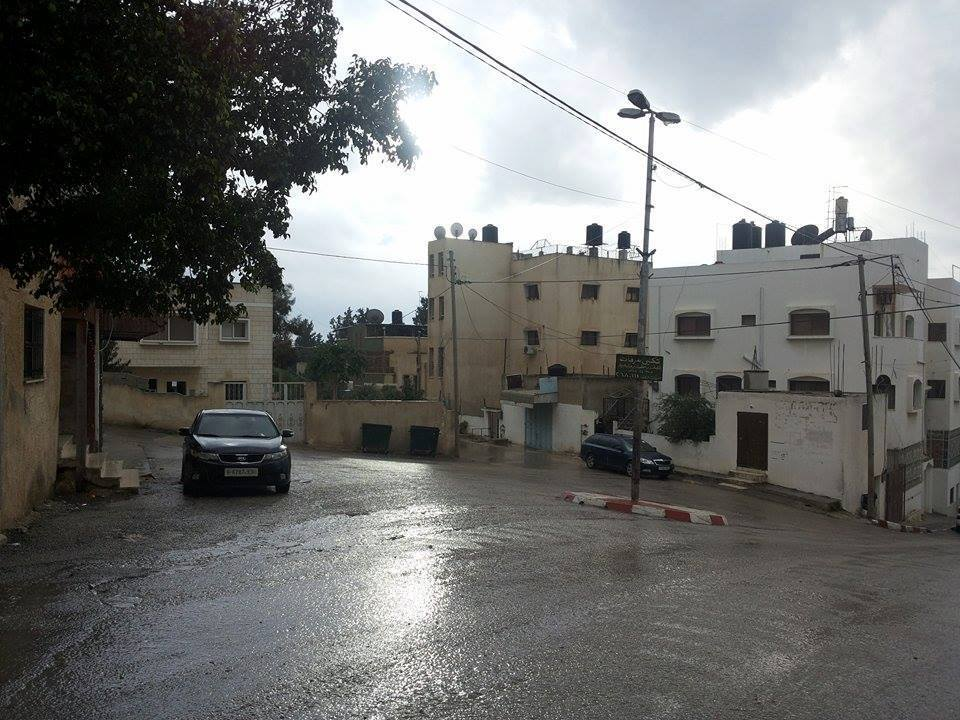
الدوار الغربي من قرية فرعون

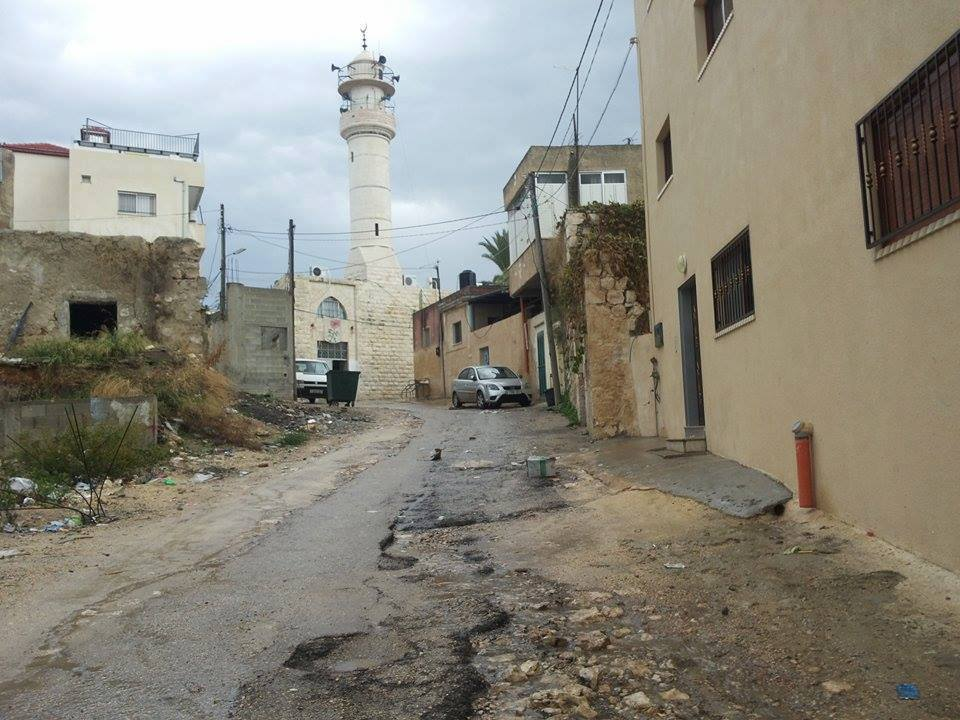
المسجد القديم في قرية فرعون

قرية فَرعُون (بالإنجليزية: Far'oun)‏ هي قرية فلسطينية في محافظة طولكرم بالضفة الغربية تقع تحديداً إلى الجنوب من المدينة على بعد حوالي 2 كم من مركز المدينة، ترتفع عن سطح البحر حوالي 130م، وتقع على هضبة مرتفعة على جبال طولكرم مطلة على السهل الساحلي الفلسطيني إطلالة كاشفة، وتبلغ مساحة أراضيها حوالي 8800 دونم، يحيط بها من الشمال والغرب مدينة طولكرم، ومن الجنوب طولكرم والطيبة، ومن الشرق شوفة.يصل بين فرعون ومركز المدينة طريق محلي معبد، ويُزرع في أراضيها الحبوب والزيتون وبعض أنواع الحمضيات، وفي القرية مجلس قروي يدير شؤونها الإدارية، كما تشرب القرية من آبار ارتوازية وفيها شبكة مياه توزع على البيوت.

## التسمية
يُعتبر الاسم فرعون في اللغة السامية وخاصة اللهجة الكنعانية هو كفار عون (قرية عون)، ثم أسقط حرف الكاف كما هو معتاد في اللهجات السامية للتخفيف، أو أن التسمية في اللهجة الآرامية كانت برعون بمعنى السيد (السيد عون) مع العلم أن المصادر والمراجع التاريخية لا تعلل التسمية لهذا البلد وخاصة مصطفى مراد الدباغ في كتابه بلادنا فلسطين.
ولا تبتعد الروايات الشفوية الشائعة بين سكان البلدة عن تلك الاحتمالات فيما يتعلق بالتسمية، كما أنها قرية آرامية الأصل ثم تحولت إلى قرية مسيحية في الفترة الرومانية، أما في الفترات الإسلامية فتم تقسيم القرية - خاصة ما يعرف بمنطقة نصف جبيل حوالي 2 كيلومتر جنوب شرق القرية – من قبل السلطان المملوكي الظاهر بيبرس بين اثنين من قادته، وفي العصر العثماني كانت جزءاً من سنجق القدس، أما في العهد البريطاني فكانت جزءاً من قضاء طولكرم، وفي فترة ما بعد العهد الأردني وما بعد النكسة كانت جزءاً ضمن «لواء طولكرم»، ثم ضمن مسمى محافظة طولكرم عقب تأسيس السلطة الوطنية الفلسطينية.

## السكان
بلغ عدد سكان القرية في عام 1922م حوالي 341 نسمة، ثُم ارتفع إلى 710 نسمة في عام 1945م، وبلغ عدد سكانها عام 1967 بعد الاحتلال حوالي 440 نسمة ثُم ارتفع إلى 1800 نسمة عام 1987م، وقد وصل عدد سكانها إلى 3,636 نسمة في إحصائية عام 2016م.
وفي إحصاء عام 2017م بلغ عدد سكان القرية 4131 نسمة.

## الموقع
تقع قرية فرعون 2 كم تقريباً إلى الجنوب من مدينة طولكرم على خط عرض 32 شمالاً وخط طول 35 شرقاً، على تلة مشرفة على السهل الساحلي الفلسطيني وترتفع عن سطح البحر حوالي 150 متراً والذي يفصل بينها وبين البحر المتوسط مسافة حوالي 17 كم تقريباً، وهذا ما اكسبها منذ القدم أهمية إستراتيجية خاصة وأنها مجاورة للطريق الرئيسي الذي كانت تسلكه الحملات العسكرية والقوافل التجارية المصرية (الفرعونية) والذي يعرف باسم (تل الصندحانة) والذي يخترق فلسطين من جنوبها إلى شمالها.

## الحدود
يحيط بفرعون من الشمال والغرب مدينة طولكرم، ومن الجنوب طولكرم والطيبة، ومن الشرق شوفة، كما أن القرية تقع مباشرة على طريق طولكرم- قلقيلية الذي يمثل الشريان الحيوي لمنطقة الكفريات، إضافة لمحافظة قلقيلية والتي كانت سابقاً جزءاً من محافظة طولكرم.
كما تحيط بالقرية مجموعة من الأودية أهمها: وادي التين الذي يفصلها عن مدينة طولكرم، ووادي الناشف الذي يفصلها عن الطيبة وفرديسيا.

## الطقس
يُعتبر طقس القرية تابعاً للمناخ السائد في منطقة شرق المتوسط، أي حار جاف من الأمطار صيفاً، معتدل مائل للبرودة ماطر شتاءً، والرطوبة مرتفعة تقريباً طوال العام يخف تأثيرها السلبي مع حلول الشتاء.

## المساحة
تبلغ مساحة قرية فرعون الإجمالية 8800 دونم تقريباً، ولم يبق منها إلا النصف بعد الاحتلال الإسرائيلي لفلسطين، علماً أن قطر القرية يبلغ 2.5 كم.
تبلغ مساحة الأراضي التي عزلت بواسطة جدار الفصل العنصري 1300 دونم، وهي عبارة عن أراضي زراعية مزروعة بالزيتون والحمضيات واللوزيات، وحوالي 2100 دونم تم تجريفها وخلع الأشجار منها وإقامة جدار الفصل عليها، أما المتبقى فهو حوالي 3200 دونم تخدم أهل القرية كأراضي زراعية، وحوالي 450 دونم للمباني السكني والشوارع والمرافق العامة و550 دونم مناطق صخرية مخصصة للتوسع العمراني والمراعي الطبيعية.

## المواقع الأثرية
تحتوي القرية على العديد من المعالم الأثرية والتي تتفاوت في تاريخها منذ العصور البرونزية، مروراً بالفترات الكلاسيكية، ويتجلى ذلك من خلال ما ظهر في الحفريات الإنقاذية في أساسات بعض المباني حيث عثر على قطع فخارية وتوابيت حجرية وأواني زجاجية تؤكد ذلك، ومن أهم هذه المواقع:
- بئر السيح: وهو موجود أسفل الشارع الرئيسي وسط القرية وهو عبارة عن كنيسة بيزنطية، بالقرب من مدرسة بنات فرعون الثانوية.
- معاصر العنب المحفورة بالصخر (معاصر بطاح).
- خربة رشيد التي تزخر بالمواقع الأثرية، وهي بالقرب من مدرسة ذكور فرعون الأساسية والثانوية.
- آثار لخُف ناقة النبي يعقوب حسب ما يعتقد العامة وهي عبارة عن حفر في الصخر مقابلة لمقام بنات النبي يعقوب في مدينة طولكرم بالجوار[محل شك].
- بعض المقابر المحفورة في الصخر، خاصة ما تم الكشف عنه في موقع خزان الماء وهو عبارة عن نظام دفن يسمى شافت توم، في أعلى نقطة في البلد.
- بقايا من مقام الشيخ تيم وسط البلد.
- فرن القرية القديم وسط البلد.

## التعليم

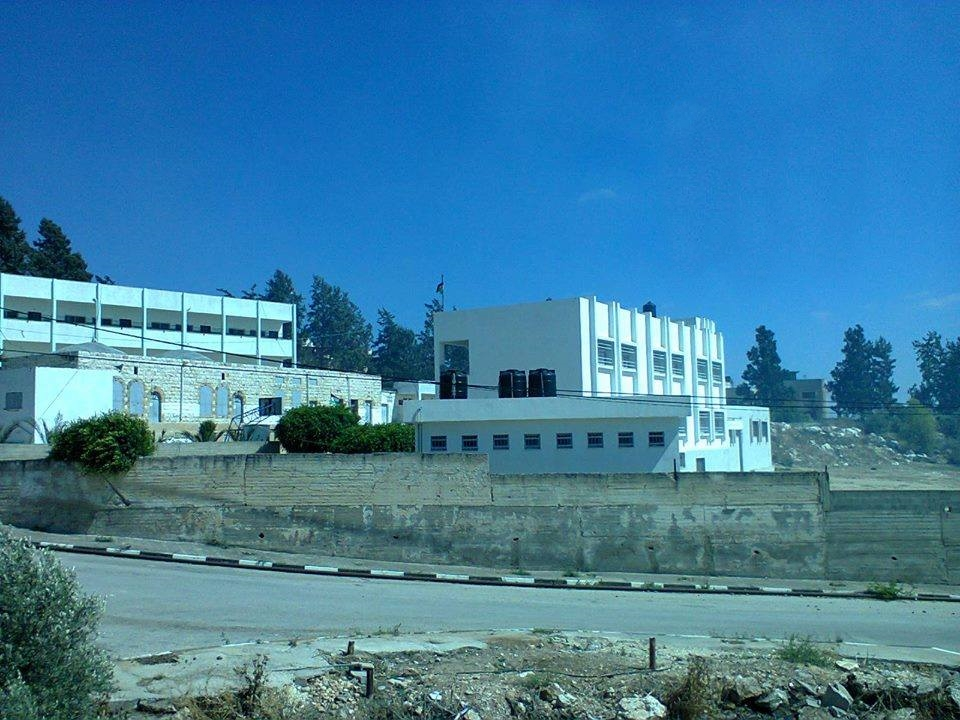
مدارس قرية فرعون للذكور الأساسية والثانوية

يوجد في القرية أربع مدارس مقسمة للبنين والبنات، وهي كالتالي:
1. مدرسة ذكور فرعون الأساسية: وهي من الصف الأول حتى السادس.
2. مدرسة ذكور فرعون الثانوية: وهي من الصف السابع حتى الثاني عشر.
3. مدرسة بنات فرعون الأساسية: وهي من الصف الأول حتى السادس.
4. مدرسة بنات فرعون الثانوية: وهي من الصف السابع حتى الثاني عشر.